# Naissance et déclin des grandes puissances
Naissance et déclin des grandes puissances (titre original : The Rise and Fall of the Great Powers) est un livre écrit par Paul Kennedy, édité la première fois en 1987 puis re-publié en 1989  (ISBN 0-679-72019-7), 704 pages. Ce livre étudie la politique et l'économie des grandes puissances depuis 1500 à environ 1980, puis les raisons de leurs déclin. De plus, il analyse la situation actuelle de plusieurs grandes puissances telles l'Union européenne, la Chine, le Japon ou encore les États-Unis. Le livre s'articule en trois grandes parties, elles-mêmes divisées en plusieurs sous-parties :

## Stratégie et économie dans le monde pré-industriel
- L'ascension du monde occidental
  - La Chine des Ming
  - Le monde musulman
  - Deux outsiders : Le Japon et la Russie
  - Le "miracle européen"

- Les tentatives hégémoniques des Habsbourg - 1519-1659
  - Le sens du conflit et sa chronologie
  - Forces et faiblesse du bloc des Habsbourg
  - Comparaisons internationales
  - La guerre, l'argent et l'État national

- Finances, géographie et succès des guerres
  - La "révolution financière"
  - Géopolitique
  - Le succès des guerres : 1660-1763
  - Le succès des guerres : 1763-1815

## Économie et stratégie à l'ère industrielle
- L'industrialisation et le renversement des équilibres mondiaux
  - L'éclipse du monde non européen
  - Hégémonie de l'Angleterre ?
  - Les puissances moyennes
  - La guerre de Crimée et l'érosion de la puissance russe
  - Les États-Unis et la guerre de Sécession
  - Les guerres d'unifications de l'Allemagne
  - Conclusions

- La mise en place d'un monde bipolaire et la crise des " puissances moyennes". Première partie : 1885-1918
  - Évolutions de l'équilibre des forces mondiales
  - La position des grandes puissances, 1885-1914
  - Les alliances et la marche à la guerre, 1890-1914
  - La guerre totale et l'équilibre des forces; 1914-1918

- La mise en place d'un monde bipolaire et la crise des " puissances moyennes". Deuxième partie : 1919-1942
  - L'ordre international de l'après guerre
  - Les challengers
  - Les superpuissances dans les coulisses
  - L'éclatement de la crise, 1931-1942

## Stratégie et économie Aujourd'hui et demain
- Stabilité et changement dans le monde bipolaire, 1943-1980
  - « Mettre en œuvre correctement une force irrésistible »
  - Le nouveau paysage stratégique
  - La guerre froide et le tiers monde
  - Le monde bipolaire se fissure
  - La modification des équilibres économiques, 1950-1980

- Vers le XXIe siècle
  - Histoire et spéculation
  - La Chine à la recherche d'un équilibre
  - Le dilemme japonais
  - La CEE : problèmes et potentialités
  - L'Union soviétique et ses "contradictions"
  - Les États-Unis : le déclin relatif de la première puissance mondiale